# Joannes Royaerts
Joannes Royaerts (Oudenaarde, ca. 1480 - Brugge, 1 april 1547) was een Zuid-Nederlands minderbroeder, bijgenaamd de Hamer der ketters.

## Levensloop
Royaerts trad toe tot de orde van de minderbroeders. Hij werd gardiaan in de kloosters van Ieper, Sluis en Brugge. Rond 1540 werd hij naar Schotland gestuurd als commissaris-generaal en kwam terug met de boodschap dat men er de ware leer volgde.
In de Nederlanden, vooral in Brugge en Antwerpen, trad hij op als een van de belangrijkste predikanten tegen de leer van Maarten Luther. Van hem verschenen acht werken in het Latijn.

## Publicaties
- Apologia contra Zelotem. Seuliloquium seu formula Deum precandi.
- Homeliae super Epistolae feriales Quadragesimae, 1535.